# Pianoconcert (Delius)
Frederick Delius voltooide zijn enige Pianoconcert in 1903.
Delius begon aan zijn pianoconcert in 1887 toen hij verbleef in Solano Grove. Hij had toen net zijn muzikale studie in Leipzig afgebroken. Hij moest in Florida geld zien te verdienen, dus het pianoconcert werd niet voltooid. In Florida kreeg Delius de smaak van componeren (weer) te pakken. Drie opera’s later begon hij weer aan het werk. Gezien de voorgeschiedenis is het dan ook niet zo vreemd, dat de klank van dit pianoconcert meer Duits is dan Engels. Het is een romantisch werk geworden. Op 24 oktober 1904 kwam het tot een uitvoering door Julius Buths (solist) en Hans Haym in Elberfeld, Delius was toen populairder in Duitsland dan in zijn geboorteland, hetgeen hem later in het tijdvak van de Eerste Wereldoorlog nog zou opbreken.  
Delius was er niet tevreden over en haalde het oorspronkelijke derde deel weg en verving het door een deel dat meer teruggreep naar deel 1. Hij maakte het daardoor nog traditioneler dan de oorspronkelijke versie. Het werk kreeg een structuur A-B-A. Delius droeg het vervolgens op aan Theodor Szanto die het samen met dirigent Henry Wood en Queen’s Hall Orchestra voor het eerst speelde op 22 oktober 1907 tijdens een Promsconcert. In die serie was het werk tot 1981 behoorlijk populair met in totaal 22 uitvoeringen.
Het werk kreeg in haar definitieve vorm een eendelig karakter, de secties zijn niet gescheiden. Het origineel had wel drie “losse” delen:
1. Allegro ma non troppo
2. Largo
3. Maestoso con moto moderato

Delius schreef het voor:
- solo piano
- 3 dwarsfluiten (III ook piccolo), 2 hobo’s, 1 althobo, 2 klarinetten, 3 fagotten
- 4 hoorns, 2 trompetten, 3 trombones, 1 tuba
- pauken,  percussie (bekkens, grote trom)
- violen, altviolen, celli, contrabassen

## Discografie
Er zijn relatief veel opnamen van dit werk. In de discografie van 2012 is het ook in de originele versie te vinden. 